# Melie
Melie (także Melia; gr. Μελία Melía, Μελίη Melíē, łac. Melia – 'jesion') – w mitologii greckiej nimfa związana z jesionem, będąca jedna z Meliad.
Bohaterka o imieniu Melia występowała w kilku mitach. Według jednych z nich była matką Amykosa i kochanką Posejdona. Według innych była córką Okeanosa i siostrą Ismenosa. Apollinowi urodziła dwóch synów Ismeniosa i Tenerosa. Jej osobie oddawano kult w świątyni Apolla w pobliżu Teb, gdzie również znajdowało się źródło nazwane jej imieniem.
W mitach wzmianka jest również o córce Okeanosa, o tym samym imieniu, która poślubiła Inachosa i urodziła mu trzech synów Ajgialeusa, Fegeusa i Foroneusa.